# Sunil Sowmarpet
Somwarpet Vittalacharya Sunil (parfois appelé Sunil Sowmarpet) né le 6 mai 1989 à Kodagu, est un joueur de hockey sur gazon indien. Il évolue au poste de demi-défenseur au Punjab Warriors et avec l'équipe nationale indienne.
Il a représente l'Inde aux Jeux olympiques d'été de 2012.

## Carrière

### Jeux olympiques
- Top 8 : 2016

### Jeux asiatiques
- : 2014
- : 2018

### Coupe d'Asie
- : 2007, 2017

### Champions Trophy
- : 2016, 2018
- Top 8 : 2012

### Champions Trophy d'Asie
- : 2011
- : 2012

### Jeux du Commonwealth
- : 2014[3]

### Ligue mondiale
- : 2014-2015, 2016-2017